# 岡山県道406号寄島笠岡線
岡山県道406号寄島笠岡線（おかやまけんどう406ごう よりしまかさおかせん）は、岡山県浅口市から笠岡市に至る一般県道である。

## 概要
浅口市寄島町から笠岡市西大島新田に至る。
浅口市寄島町の大浦神社近くの岡山県道64号矢掛寄島線から分かれ、片本坂を登り、笠岡市へ向かう。本路線と並行する形で笠岡市へ向かう岡山県道47号倉敷長浜笠岡線が瀬戸内海の海岸に沿って進むのに対し、内陸部を進む経路をとる。

### 路線データ
- 起点：岡山県浅口市寄島町（岡山県道64号矢掛寄島線交点）
- 終点：岡山県笠岡市西大島新田（岡山県道47号倉敷長浜笠岡線交点）
- 実延長：6.8 km[注釈 1][1]

## 歴史
前身は岡山県道玉島西大島笠岡線。この路線のうち、岡山県道47号倉敷長浜笠岡線として再編されなかった部分が本路線となる。

### 年表
- 1972年（昭和47年）3月21日 - 岡山県告示第263号により認定。
- 2006年（平成18年）3月21日 - 浅口郡のうちの鴨方町・金光町・寄島町の3町が対等合併し、浅口市が発足。

## 路線状況

### 重用区間
- 岡山県道432号大島中新庄線 （笠岡市大島中 - 笠岡市西大島）

## 地理

### 通過する自治体
- 岡山県
  - 浅口市 - 笠岡市

### 交差する道路
| 交差する道路                           | 市町村名 | 交差する場所 | 交差する場所 |
| -------------------------------------- | -------- | ------------ | ------------ |
| 岡山県道64号矢掛寄島線                 | 浅口市   | 寄島町       | 起点         |
| 岡山県道432号大島中新庄線 重複区間起点 | 笠岡市   | 大島中       |              |
| 岡山県道432号大島中新庄線 重複区間終点 | 笠岡市   | 西大島       |              |
| 岡山県道47号倉敷長浜笠岡線             | 笠岡市   | 西大島新田   | 終点         |

### 沿線
- 大浦神社（浅口市寄島町）
- 白成稲荷神社（笠岡市大島中）
- 笠岡市立大島中学校（笠岡市大島中）
- 笠岡市立大島小学校（笠岡市西大島新田）
- 津雲貝塚（笠岡市西大島新田）